# Ватермаль-Буафор
Ватермаль-Буафор (фр. Watermael-Boitsfort, [wɑteʁmɑl bwɑˈfɔʁ]), или Ватермал-Босворде (нидерл. Watermaal-Bosvoorde, [ˈwaːtərmaːl ˈbɔsfoːrdə]) — одна из девятнадцати коммун, образующих в совокупности Брюссельский столичный регион. Ватермаль-Буафор находится в 5 км к юго-востоку от центра города Брюсселя, 60 % территории коммуны занимают Суанский лес. Ватермаль-Буафор — одна из наиболее процветающих коммун Брюсселя, его средний годовой доход на душу населения является самым высоким в Брюссельском столичном регионе (15 541 Евро (2005)). Население коммуны — 24,3 тыс. человек (2008).
Ватермаль-Буафор граничит со следующими коммунами (по часовой стрелке): Уккел, Город Брюссель, Иксель, Одергем — коммуны Брюссельского столичного региона и с коммунами провинции Фламандский Брабант (Фламандский регион).
Муниципалитет является побратимом городов Шантийи во Франции и Аннан в Шотландии.

## История
Три лесные деревни (Ватермаль, Буафор и Одергем) на протяжении столетий жили вместе.
В 1794 году солдаты Французской Революции решили разделить Одергем, Ватермаль и Буафор на три отдельных коммуны.
В 1811 году Наполеон, императорским декретом, решает снова объединить в единое административное образование 3 деревни.
Но вскоре Одергем королевским актом был отделён, чтобы не нарушать жизнь сложившейся пары Ватермаль-Буафор.